# 判田台南
判田台南（はんだだいみなみ）は、大分県大分市の地名。現行行政地名は判田台南一丁目から判田台南四丁目。住居表示実施済区域。

## 地理
大分市の大南地区に属し、東に下判田、南と西に中判田、北に判田台北と接している。

## 歴史

### 沿革
- 2018年（平成30年）1月6日 - 住居表示を実施に伴い、大字上判田・大字上判田字ツタキ・大字上判田字トフノウ・大字中判田の各一部（通称は判田台東）から、判田台南一丁目から判田台南四丁目を新設[5]。

### 町名の変遷
| 実施後         | 実施年月日               | 実施前（各町名ともその一部、公称のみ）     |
| -------------- | ------------------------ | ------------------------------------------ |
| 判田台南一丁目 | 2018年（平成30年）1月6日 | 大字中判田（一部）                         |
| 判田台南二丁目 | 2018年（平成30年）1月6日 | 大字上判田、大字中判田（各一部）           |
| 判田台南三丁目 | 2018年（平成30年）1月6日 | 大字上判田、大字上判田字トフノウ（各一部） |
| 判田台南四丁目 | 2018年（平成30年）1月6日 | 大字上判田、大字上判田字ツタキ（各一部）   |

## 世帯数と人口
2022年（令和4年）3月31日現在（大分市発表）の世帯数と人口は以下の通りである。
| 丁目           | 世帯数  | 人口    |
| -------------- | ------- | ------- |
| 判田台南一丁目 | 43世帯  | 90人    |
| 判田台南二丁目 | 214世帯 | 540人   |
| 判田台南三丁目 | 105世帯 | 254人   |
| 判田台南四丁目 | 117世帯 | 361人   |
| 計             | 479世帯 | 1,245人 |

### 人口の変遷
国勢調査による人口の推移。
| 2020年（令和2年） | 1,233人 | [ 6 ] |  |

### 世帯数の変遷
国勢調査による世帯数の推移。
| 2020年（令和2年） | 411世帯 | [ 6 ] |  |

## 学区
市立小・中学校に通う場合、学区は以下の通りとなる（2022年4月時点）。
| 丁目           | 番・番地等 | 小学校             | 中学校             |
| -------------- | ---------- | ------------------ | ------------------ |
| 判田台南一丁目 | 全域       | 大分市立判田小学校 | 大分市立判田中学校 |
| 判田台南二丁目 | 全域       | 大分市立判田小学校 | 大分市立判田中学校 |
| 判田台南三丁目 | 全域       | 大分市立判田小学校 | 大分市立判田中学校 |
| 判田台南四丁目 | 全域       | 大分市立判田小学校 | 大分市立判田中学校 |

## 施設
- 大分県立大分南高等学校

## その他

### 日本郵便
- 郵便番号 : 870-1109[2]（集配局 : 大分南郵便局[8]）。